# Гехи-Чу
Гехи-чу е село в Урус-Мартановски район на Чечения, Русия. Административен център е на Гехи-Чуйско селско поселение.
Разположено е на брега на река Гехи, на югозапад от районния център Урус-Мартан. Името си получава от реката Гехи.
На 21 април 1996 г. в селото е убит Джохар Дудаев – президент на непризнатата Чеченска република Ичкерия.